# Kazys Maksvytis
Kazys Maksvytis (Darbėnai, 15 giugno 1977) è un allenatore di pallacanestro lituano.

## Carriera
A fine febbraio 2022 lascia la panchina del Parma Perm' in quanto ideologicamente contrario all'invasione dell'Ucraina da parte della Russia.
Ha guidato la Lituania ai Campionati europei del 2022.

## Palmarès
- Campionato lituano: 1

Žalgiris Kaunas: 2022-2023
- Coppa di Lituania: 1

Žalgiris Kaunas: 2022-2023